# Elliott Ash
Elliott Ash (* 1984 in New York) ist ein US-amerikanischer Rechts- und Wirtschaftswissenschaftler. Er lehrt als außerordentlicher Professor für Recht, Wirtschaft und Data Science an der ETH Zürich. Seine Forschung untersucht rechtliche und politische Institutionen unter Einsatz von Ökonometrie und Textanalyse. Ash ist Mitherausgeber des Journal of Law and Economics und Associate Editor des The Economic Journal. Er ist Forschungsmitglied des Centre for Economic Policy Research, akademischer Leiter des Swiss-LLM-Projekts innerhalb der Swiss AI Initiative und Träger eines Starting Grants des Europäischen Forschungsrats (ERC).

## Leben und Ausbildung
Ash erwarb 2007 einen B.A. in Plan II Honors, Volkswirtschaftslehre, Regierungswissenschaften und Philosophie an der University of Texas at Austin, 2010 einen J.D. an der Columbia Law School, 2010 einen LL.M. in Internationalem Strafrecht an der Universität Amsterdam und 2016 einen Ph.D. in Volkswirtschaftslehre an der Columbia University. Seine Promotion erfolgte unter der Betreuung von W. Bentley MacLeod, Suresh Naidu und Massimo Morelli.
Außerhalb der Wissenschaft spielte Ash Schlagzeug in der in New York ansässigen Rockband The Free Rides sowie in der Progressive-Rock-Band Equiliberation. Sein Bruder Ryan Ash spielte Bass in der Band und ist inzwischen Professor in Residence an der University of California, San Francisco.

## Karriere
Nach seiner Promotion war Ash Postdoktorand an der Princeton University im Center for the Study of Democratic Politics. Anschließend war er Assistant Professor für Volkswirtschaftslehre an der University of Warwick, bevor er 2018 an die ETH Zürich wechselte. Im Dezember 2023 wurde er dort zum außerordentlichen Professor befördert. In den Jahren 2024–2025 war er Scholar in Residence an der New York University School of Law.

## Forschung
Ashs Forschung untersucht Recht, Politik und Medien mithilfe großer Datensätze und sprachbasierter Messmethoden.
Ein zentraler Strang seiner Arbeit entwickelt und wendet Textanalysemethoden in der Volkswirtschaftslehre an, wie in seinem Artikel „Text Algorithms in Economics“ im Annual Review of Economics (2023) dargestellt.
Beispiele für den Einsatz von Textanalyse und maschinellem Lernen umfassen Studien zu Wachstumswirkungen gesetzgeberischer Aktivität, maschinellem Lernen in der Korruptionsbekämpfung, der Messung geschlechtsspezifischer Einstellungen in der Justiz, Analysen zu Emotion versus Rationalität in politischer Sprache sowie geschlechtsspezifischen Reaktionen in Parlamentsdebatten.
Seine empirische Forschung zu Gerichten umfasst Arbeiten zum Einfluss der ökonomischen Analyse des Rechts auf richterliche Entscheidungen, zu In-Group-Bias in der indischen Justiz sowie zu den Auswirkungen verpflichtender Pensionsreformen auf US-Bundesstaatliche Supreme Courts.
Seine Forschung zu Medien untersucht u. a., wie Kabelnachrichten die Kommunalpolitik verändert haben, wie Fox News das Gesundheitsverhalten während COVID-19 beeinflusste und welchen Einfluss der Sender auf die amerikanische Demokratie hatte.
In einer Studie mit Michael Poyker im Economic Journal (2024) zeigen die Autoren, dass eine stärkere lokale Exposition gegenüber Fox News zu härteren Strafurteilen bei gewählten Richtern führte.